# Liste des races de chevaux japonaises éteintes
Cette liste des races de chevaux japonaises éteintes répertorie des races de chevaux d'origine japonaise, dont l'extinction a été confirmée par diverses sources.

## Contexte
Historiquement, les races de chevaux natives du Japon sont de petite taille : il n'existait pas de chevaux plus grands dans le pays avant les importations de la fin du XIXe siècle. Désormais, presque toutes ces races natives japonaises subsistantes, de petite taille, sont en danger d'extinction. Elles ne correspondent pas à l'image que les Japonais actuels se font du cheval, celle d'un animal de grande taille.

## Liste
| Nom français     | Nom japonais         | Période d'existence présumée | Autres informations | Références |
| ---------------- | -------------------- | ---------------------------- | --- | ---------- |
| Ushi             | ウシウマ, Ushiuma    | Jusqu'à 1950                 | Présent à Tanegashima, région de Kagoshima. | ,          |
| Kandachime       | 寒立馬, Kandachime   | Jusqu'à 1960 (en race pure)  | Péninsule de Shimokita Les chevaux restant dans la région ne sont plus de pure race.                                                                                     | ,          |
| Nanbu            | 南部馬, Nanbu uma    | Jusqu'en 1940                | Était élevé avec le Kandachime. Le Nanbu est l'ancêtre de la race Dosanko.                                                                                               | ,          |
| Miharu           | 三春駒 Miharukoma    | Au moins1930                 | Propre à la préfecture de Fukushima. Population en déclin dès 1915. Un article de 1927 mentionne l'import de chevaux pour améliorer le cheptel et pratiquer les courses. | ,          |
| Noto             | 能登馬, Notouma      | Au moins 1920                | Propre à la préfecture d'Ishikawa | ,          |
| Tosa             | 土佐馬, Tosauma      | Au moins 1920                | Présente dans la province de Tosa. | [ 13 ]     |
| Hinata           | 日向馬, Hinatauma    | Inconnue                     | Connue uniquement de nom | [ 14 ]     |
| Satsuma          | 薩摩馬, Satsumauma   | Inconnue                     | Connue uniquement de nom. | [ 15 ]     |
| Kai              | 甲斐駒, Kaikoma      | Inconnue                     | Connue uniquement de nom. | [ 15 ]     |
| Onikobe          | 鬼首馬, Onikobeuma   | Inconnue                     | Connue dans la préfecture de Miyagi. Connue uniquement de nom. | [ 15 ]     |
| Shimabara        | 島原馬, Shimabarauma | Au moins 1920                | Connue dans la préfecture de Nagasaki. Probable cheval de guerre au début des années 1900.                                                                               | [ 16 ]     |
| Cheval de pâture | 馬の牧, Uma no maki  | Inconnue                     | Décrite dans le code de Taihō | [ 15 ]     |
| Awaji            | 淡路馬, Awajiuma     | Au moins 1930.               | Présente sur l'île Awaji. | [ 17 ]     |
| Aso              | 阿蘇馬, Asouma       | Inconnue                     | Présente dans la Préfecture de Kumamoto. Connue uniquement de nom. | [ 15 ]     |
| Oki              | 隱岐馬, Okiuma       | Jusqu'en 1940                | Propre à Oki, Shimane. | ,          |